# Perry Jones (Tennisfunktionär)
Perry Thomas Jones (* 22. Juni 1890 in Etiwanda, Rancho Cucamonga, Kalifornien; † 16. September 1970 in Los Angeles) war ein US-amerikanischer Tennisfunktionär.

## Wirken
Perry Jones war während seines Lebens Präsident der „Southern California Association“ und als Direktor für das Tennisturnier „Pacific Southwest Tournament“ verantwortlich. Er förderte später berühmt gewordene Spieler aus Südkalifornien wie Jack Kramer, Billie Jean King und Dennis Ralston. Jones bekam deswegen den Spitznamen Mr. Tennis, Perry T. verliehen. 1958/59 war er Kapitän des amerikanischen Davis-Cup-Teams. 1970 erfolgte die Aufnahme in die International Tennis Hall of Fame.